# Scotopteryx extradentata
Scotopteryx extradentata är en fjärilsart som beskrevs av Louis Beethoven Prout 1914. Scotopteryx extradentata ingår i släktet backmätare, och familjen mätare. Inga underarter finns listade.